# Moving (serie de televisión)
Moving  (en hangul, 무빙; RR: Mubing) es una serie de televisión surcoreana dirigida por Park In-jae y protagonizada por Lee Jung-ha,Ryu Seung-ryong, Han Hyo-joo, Jo In-sung, Kim Sung-kyun y Go Yoon-jung. Basada en el webtoon homónimo de Kang Full, se emitió en la plataforma audiovisual Disney+ (y Star+ en Latinoamérica) desde el 9 de agosto hasta el 20 de septiembre de 2023.

## Sinopsis
Moving es un drama que trata sobre tres estudiantes de escuela secundaria que poseen superpoderes ocultos y sobre sus padres, que viven ocultando algunos dolorosos secretos del pasado y se enfrentan a un enorme peligro que trasciende generaciones y épocas. La historia comienza cuando Jang Hee-soo va a estudiar a lo que parece una escuela como tantas otras, y allí se encuentra con Kim Bong-seok: ambos tienen secretos que no pueden revelarse, pero su encuentro está relacionado con la asombrosa historia familiar de ambos.

## Reparto

### Principal
- Ryu Seung-ryong como Jang Joo-won, tiene la capacidad de recuperarse rápidamente sin sentir dolor.[6]
- Han Hyo-joo como Lee Mi-hyun, con sentidos sobrehumanos.[2]
- Jo In-sung como Kim Doo-shik, un agente veterano con habilidades de vuelo.[7]
- Kim Sung-kyun como Lee Jae-man, un agente rápido y poderoso.[7]
- Go Yoon-jung como Jang Hee-soo, tiene los mismos superpoderes que sus padres.[8][9]
- Lee Jung-ha como Kim Bong-seok, el hijo de Mi-hyun y Doo-shik, estudiante de secundaria que tiene los mismos superpoderes que sus padres.[10]
- Kim Do-hoon como Lee Kang-hoon, el líder de la clase con los mismos superpoderes que sus padres.[11][12]

### Secundario
- Cha Tae-hyun como Jeon Kye-do, tiene la capacidad de generar electricidad.[7]
- Ryoo Seung-bum como Frank, un hombre misterioso que persigue a personas con superpoderes.[7]

#### Escuela secundaria Jungwon
- Kim Hee-won como Choi Il-hwan, un maestro que enseña a los chicos a vivir con sus ocultos poderes sobrenaturales.[7][13]
- Yoo Seung-mok como Cho Rae-hyuk, el director de la escuela Jungwon. En realidad, está bajo las órdenes de Yong-joon, para encontrar a los agentes con superpoderes, además de reunir a los estudiantes con superpoderes.[14]
- Shin Jae-hwi como Bang Ki-soo, un estudiante con una historia secreta, que se enfrenta al líder de la clase Kang Hoon.[15]
- Shim Dal-gi como Shin Hye-won, una estudiante transferida a la escuela secundaria Jungwon y que es víctima de acoso por parte de algunas compañeras, del que la defiende Hee-soo.[16][17]
- Kim Jong-soo como Hwang Ji-sung, un conserje que vigila la puerta de la escuela.[14]
- Jeon Seok-ho como Yoon Sung-wook, profesor de educación física a tiempo parcial de la escuela Jungwon.[18]
- Yoon Sa-bong como una mujer de la limpieza.[19][20][21]
- Park Han-sol como Han Byul, una estudiante que tiene un videoblog en el que publica todo lo que sucede en la escuela con su cámara. Está enamorada de Kang-hoon.

#### Agencia de Seguridad Nacional
- Moon Sung-keun como Min Yong-joon, jefe de la Agencia de Seguridad Nacional, un personaje oculto con un gran poder.[14]
- Kim Shin-rok como Yeo Woon-kyoo, una persona que esconde una gran fuerza: es quien lo planifica y controla todo para el éxito de las misiones dentro de las enormes fuerzas ocultas.[22]
- Baek Hyun-jin como Jung Sang-jin, un agente con el nombre en clave Jincheon.[23]
- Kim Gook-hee como Hong Sung-hwa, una agente con el nombre en clave Najoo.[23]
- Choi Deok-moon como Jeon Young-seok, un agente con el nombre en clave Bongpyung; es el padre de Kye-do.[23]
- Park Byung-eun como Ma Sang-koo, un agente de operaciones encubiertas del NIS que no duda en matar para cumplir su misión.[24]
- Kwon Han-sol como una secretaria de la agencia.

#### Entorno de Jang Joo-won
- Kwak Sun-young como Hwang Ji-hee, la mujer de Joo-won y madre de Hee-soo, que murió en un accidente automovilístico cuando Hee-soo era joven.[25][26]
- Moon Jung-dae como Kim Kwang-jin, el jefe de Joo-won.[27]
- Im Sung-jae como Bae Min-gi, subordinado de Joo-won.[27]
- Park Sung-il como Jeon Jae-sung, el jefe de la pandilla Ulsan.
- Baek Joo-hee como el dueño de un motel.

#### Entorno de Jae-man
- Park Bo-kyung como Shin Yoon-young, esposa de Jae-man y madre de Kang-hoon.[28]
- Lee Hae-young como el director general.

#### Agentes norcoreanos
- Park Hee-soon como Kim Deok-yoon, un agente norcoreano que lo arriesgó todo para completar su misión.[29][30]
- Cho Bok-rae como Park Chan-il, un agente norcoreano de gran velocidad y fuerza.[30]
- Yang Dong-geun como Jung Joon-hwa, un soldado que tiene la «habilidad de volar».[30][31]
- Park Kwang-jae como Kwon Yong-den, también de gran fuerza física.[32]
- Kim Da-hyun como Bae Jae-hak, un soldado norcoreano, tirador experto.[32]
- Kim Joong-hee como Im Jae-seok, un desertor norcoreano que crea destructivas ondas mediante la fricción de las palmas de sus manos.[33]

### Apariciones especiales
- Son Byung-ho como el ministro de Seguridad del Estado.
- Lee Ho-jung como Yang Se-eun, la hija biológica de Sung-hwa.[34]

- Son Bo-seung como el hijo discapacitado de un carnicero.[35]

## Producción
A mediados de octubre de 2021 Disney+ anunció la producción de la serie dentro de su programación para los meses sucesivos, dentro de un paquete que incluía un total de siete productos surcoreanos. El presupuesto de la serie se había fijado en 50 000 millones de wones. La lectura del guion se había realizado en el precedente mes de agosto, y el rodaje había comenzado unos días después, el 26 de agosto; a principios de enero de 2022 se había completado alrededor de la mitad, rodando con dos equipos simultáneamente, con la unidad B a cargo del director Park Yoon-seo.
La serie es una adaptación de un exitoso webtoon de Kang Full que lleva el mismo título. El director Park In-jae lo vio no ya como un webtoon sino como un esbozo de guion por completar, y el propio Kang Full estuvo a cargo del guion. En la serie, sin embargo, aparecen personajes que no están en el original (Jeon Gye-do y Frank), y que según Kang Full introdujo para conectar las historias entre el presente y el pasado, la generación de los adolescentes y la de sus padres. El personaje de Frank, además, forma parte de un futuro webtoon de Kang Ful (히든, lit. Oculto), que ha anticipado a esta serie porque lo necesitaba para crear tensión en ella.
Se trata del regreso a las series televisivas de Jo In-sung, cuya última aparición en un papel protagonista había sido en 2014 con It's Okay, That's Love.
El 15 de junio de 2023 se publicó el primer cartel de la serie y se anunció la fecha y modalidad del estreno: 9 de agosto, con siete episodios simultáneos en todo el mundo, seguidos de dos episodios por semana.

## Recepción
La serie había levantado grandes expectativas por su alto presupuesto, por el material de partida (un webtoon que ha recibido más de doscientos millones de visitas), y por el largo periodo de preparación. Los primeros siete episodios fueron acogidos favorablemente por la audiencia, que la situó en el primer lugar en la plataforma integrada de búsqueda y recomendación OTT Kinolights. Su efecto se dejó sentir en los datos de audiencia de Disney+: gracias a ella el tiempo de uso de la plataforma en Corea del Sur alcanzó su máximo histórico en la semana del 28 de agosto al 3 de septiembre, con 32,67 millones de horas, lo que supone un 145 % más con respecto a la primera semana de agosto, justo antes del lanzamiento de Moving.

## Premios y nominaciones
| Año  | Premios                            | Categoría                          | Candidato                  | Resultado | Ref.                 |
| ---- | ---------------------------------- | ---------------------------------- | -------------------------- | --------- | -------------------- |
| 2023 | Premios Asia Contents & Global OTT | Mejor creativo                     | Moving                     | Ganadora  | [ 44 ] [ 45 ]        |
| 2023 | Premios Asia Contents & Global OTT | Mejores efectos visuales           | Moving                     | Ganadora  | [ 44 ] [ 45 ]        |
| 2023 | Premios Asia Contents & Global OTT | Mejor guion                        | Kang Full                  | Ganador   | [ 44 ] [ 45 ]        |
| 2023 | Premios Asia Contents & Global OTT | Mejor actor protagonista           | Ryu Seung-ryong            | Ganador   | [ 44 ] [ 45 ]        |
| 2023 | Premios Asia Contents & Global OTT | Mejor actor revelación             | Lee Jung-ha                | Ganador   | [ 44 ] [ 45 ]        |
| 2023 | Premios Asia Contents & Global OTT | Mejor actriz revelación            | Go Youn-jung               | Ganadora  | [ 44 ] [ 45 ]        |
| 2023 | Premios Grand Bell                 | Mejor serie                        | Moving                     | Ganadora  | [ 46 ] [ 47 ]        |
| 2023 | Premios Grand Bell                 | Mejor director de televisión       | Park In-je y Park Yoon-seo | Nominados | [ 46 ] [ 47 ]        |
| 2023 | Premios Grand Bell                 | Mejor actor de televisión          | Ryu Seung-ryong            | Nominado  | [ 46 ] [ 47 ]        |
| 2023 | Premios Grand Bell                 | Mejor actriz de televisión         | Han Hyo-joo                | Ganadora  | [ 46 ] [ 47 ]        |
| 2023 | Premios APAN Star                  | Serie del año                      | Moving                     | Nominada  |                      |
| 2023 | Premios APAN Star                  | Mejor director                     | Park In-je                 | Ganador   | [ 48 ]               |
| 2023 | Premios APAN Star                  | Mejor guion                        | Kang Full                  | Nominado  |                      |
| 2023 | Premios APAN Star                  | Premio a la gran excelencia, actor | Ryu Seung-ryong            | Ganador   | [ 48 ]               |
| 2023 | Premios APAN Star                  | Mejor actor revelación             | Lee Jung-ha                | Nominado  |                      |
| 2023 | Premios APAN Star                  | Mejor actriz revelación            | Go Youn-jung               | Nominada  |                      |
| 2024 | Premios Baeksang Arts              | Gran Premio de televisión          | Moving                     | Ganadora  | [ 49 ] [ 50 ]        |
| 2024 | Premios Baeksang Arts              | Mejor serie de televisión          | Moving                     | Nominada  | [ 49 ] [ 50 ]        |
| 2024 | Premios Baeksang Arts              | Mejor director                     | Park In-je                 | Nominado  | [ 49 ] [ 50 ]        |
| 2024 | Premios Baeksang Arts              | Mejor guion                        | Kang Full                  | Ganador   | [ 49 ] [ 50 ]        |
| 2024 | Premios Baeksang Arts              | Mejor actor                        | Ryu Seung-ryong            | Nominado  | [ 49 ] [ 50 ]        |
| 2024 | Premios Baeksang Arts              | Mejor actor revelación             | Lee Jung-ha                | Ganador   | [ 49 ] [ 50 ]        |
| 2024 | Premios Baeksang Arts              | Mejor actriz revelación            | Go Youn-jung               | Nominada  | [ 49 ] [ 50 ]        |
| 2024 | Premios Baeksang Arts              | Mejores efectos especiales         | Lee Seong-gyu              | Nominado  | [ 49 ] [ 50 ]        |
| 2024 | Premios Blue Dragon Series         | Gran Premio                        | Moving                     | Ganadora  | [ 51 ] [ 52 ]        |
| 2024 | Premios Blue Dragon Series         | Mejor serie                        | Moving                     | Nominada  | [ 51 ] [ 52 ]        |
| 2024 | Premios Blue Dragon Series         | Mejor actor                        | Ryu Seung-ryong            | Nominado  | [ 51 ] [ 52 ]        |
| 2024 | Premios Blue Dragon Series         | Mejor actriz                       | Han Hyo-joo                | Nominada  | [ 51 ] [ 52 ]        |
| 2024 | Premios Blue Dragon Series         | Mejor actor de reparto             | Kim Sung-kyun              | Nominado  | [ 51 ] [ 52 ]        |
| 2024 | Premios Blue Dragon Series         | Mejor actriz de reparto            | Kwak Sun-young             | Nominada  | [ 51 ] [ 52 ]        |
| 2024 | Premios Blue Dragon Series         | Mejor actor revelación             | Lee Jung-ha                | Ganador   | [ 51 ] [ 52 ]        |
| 2024 | Premios Blue Dragon Series         | Mejor actriz revelación            | Go Youn-jung               | Ganadora  | [ 51 ] [ 52 ]        |
| 2024 | Premios Seoul International Drama  | Mejor miniserie                    | Moving                     | Nominada  | [ 53 ] [ 54 ] [ 55 ] |
| 2024 | Premios Seoul International Drama  | Mejor director                     | Park In-je                 | Ganador   | [ 53 ] [ 54 ] [ 55 ] |
| 2024 | Premios Seoul International Drama  | Mejor guionista                    | Kang Full                  | Nominado  | [ 53 ] [ 54 ] [ 55 ] |
| 2024 | Premios Seoul International Drama  | Drama coreano destacado            | Moving                     | Ganadora  | [ 53 ] [ 54 ] [ 55 ] |